# Samuel Buquet
Pour les articles homonymes, voir Buquet.
Samuel Buquet est un illustrateur et auteur de bande dessinée français né à Fougères en 1976.

## Biographie
Samuel Buquet a suivi une formation de paysagiste mais, en bande dessinée, il se dit autodidacte. Il illustre des livres d'histoire pour la jeunesse, parus aux éditions Gisserot : sur des textes de Blanche Le Bel, il dessine la vie quotidienne au Moyen Âge dans la collection « Apprendre en s'amusant ». Il collabore avec d'autres éditeurs jeunesse pour des manuels scolaires ou des magazines, comme les éditions Nathan et le journal pour enfants Le Petit Quotidien. En 2014, il illustre également le livre-CD Le petit Ferréen sur des textes d'Élisabeth du Barret. 
Il entame sa carrière dans la bande dessinée avec la mise en couleurs du volume cinq d'Alan en 2008, série jeunesse écrite et dessinée par Serge Lindier. Tous deux se retrouvent ensuite pour un album narrant les aventures d'un jeune corsaire malouin : Malo : La tombe de l'aïeul, publié en 2013 par Jos ; il s'agit de la première bande dessinée de Buquet, dont il assure le dessin et les couleurs avec les méthodes traditionnelles. L'album est tiré à 3 000 exemplaires. À l'origine, une suite est prévue. Par ailleurs, le dessinateur participe à des ateliers scolaires,.
Avec Christophe Lazé au scénario et au dessin, Buquet met en couleurs Le kamasutra breton, bande dessinée érotique publiée en 2016 par Coop Breizh. Dans ce registre, le tandem publie également Cinquante nuances de Breizh, toujours avec Buquet à la couleur (Coop Breizh, 2018).
Buquet a réalisé deux planches d'une bande dessinée avec les bénéficiaires de l'Association pour l'insertion sociale et professionnelle des personnes handicapées. En 2014, l'artiste présente à Pontmain une exposition de 25 tableaux avec le soutien de cette association. Dans le cadre de la fête du jeu en 2018 à Plouider, les travaux de Samuel Buquet font l'objet d'une exposition.
En Mars 2019, Samuel Buquet sort une nouvelle série Mewan : le domaine d’Olwé aux éditions Clair de lune avec Benjamin Gérard au scénario.
En termes de style, Buquet dit se rattacher à l'école de Marcinelle : Peyo, René Goscinny, Albert Uderzo, André Franquin...

## Publications

### Dessin et couleur
- Malo (scénario Serge Lindier) aux éditions Jos

1. La tombe de l’aïeul (2013)

- Mewan (scénario Benjamin Gérard) aux éditions Clair de Lune

1. Le domaine d'Olwé (2019)
2. La lyre enchantée (2020)

### Couleur
- Alan T.5 (scénario et dessin Serge Lindier) aux éditions Jos (2008)
- Le kamasutra breton (scénario et dessin Christophe lazé) aux éditions Coop breizh (2016)
- Cinquante nuances de breizh (scénario et dessin Christophe lazé) aux éditions Coop breizh (2018)